# Закон противоположностей
«Закон противоположностей» (итал. Canone inverso) — итальянская драматическая лента 2000 года, которая стала номинантом и лауреатом многочисленных кинопремий, в частности 4-х наград «Давид ди Донателло»  и 2-х премий «Серебряная лента». Экранизация одноимённого романа писателя 
Паоло Мауренсига, вышедшего четырьмя годами ранее.

## Сюжет
С детства Ено увлекался музыкой. Отец, которого мальчик не помнил, пошел на войну солдатом, но оставил скрипку с вырезанной женской головой. Ено с мамой рос на ферме, кормил свиней. Имея еврейское происхождение он становился жертвой нападок сверстников. Мама сменила веру, чтобы пожениться с управляющим Вольфом.
Ено увлекался пианисткой Софи Леви, которую слушал по радио. Ему удалось познакомиться с девушкой, когда доставлял с Вольфом мясную продукцию. Он начинает её преследовать: ходить на её концерты, ждать возле дома. Однажды Ено застал маму в сарае с сильными болями. Женщина и её нерождённый ребёнок умерли.
Ено поступил в музыкальный колледж, где дружит с Давидом. Впоследствии в Ено появилась возможность сыграть с Софи Леви. В заведении проводят конкурсный отбор, в финал прошли Варга и Блау. Окончательное состязание так и не состоялось из-за зачистки евреев. Давида также выгоняют. Чтобы поддержать друга Ено идет с ним. В имении Блау решили провести финал конкурса. Увидев скрипку Ено, Дэвид расстраивается и не может сконцентрироваться. Победителем становится Варга. Скрипка с головой женщины принадлежала семье Блау, Давид понял, что Ено его брат по отцу.
Мадам Леви с мужем собираются поехать накануне концерта. Ено просит молодую женщину остаться. На вокзале она бросает мужа и возвращается. Происходит совместное выступление Варги и Леви с оркестром на который приходит и Давид. Но концерт был прерван нацистами, которые забрали всех евреев. Ено и Софи отправили в Треблинку, где женщина родила девочку Костанцу. Давид так и не смог простить отцу поступок и лишь через десятки лет спустя Костанца примиряет их.

## В ролях
- Ханс Мэтисон — Ено Варга[8]
- Мелани Тьерри — Софи Леви[8]
- Гэбриэл Бирн — скрипач[9]
- Ли Уильямс — Давид Блау[8]
- Рикки Тоньяцци — барон Блау
- Питер Вон — барон Блау в старости
- Домициана Джордано — баронесса Блау
- Ниа Робертс — Констанца

## Производство
Съёмки проходили в 1999 году   в Чешской Республике, включая Карлов мост (для сцен с Костанцей у реки) и главный вокзал Праги (для сцены отъезда Софи), город Пльзень и город-курорт Марианске-Лазне (для первой встречи Ено и Софи). 